# Castillo de San Miguel de la Vall
El Castillo de San Miguel de la Vall, también conocido como  Castellón Soberano de San Miguel de la Vall, o  Castillo de San Gervàs es un castillo del antiguo término de Aransís, en su anexo de San Miguel de la Vall, actualmente englobado en el término municipal de Gavet de la Conca en la comarca catalana del Pallars Jussá perteneciente a la provincia de Lérida.

## Historia
Se trata de un castillo medieval que incluía dentro de su recinto el pueblo del mismo nombre del castillo. Está situado en un lugar privilegiado para el control de los diversos pasos de entrada y salida de la comarca, por lo que en la Edad Media tuvo una importancia capital, lo que explica su volumen y la magnitud de las hallazgos que se han hecho.

## Excavaciones
Ha sido excavado entre 1978 y 1980 por equipos de arqueólogos dirigidos por el Departamento de Historia Medieval de la Universidad de Barcelona. El yacimiento arqueológico encontrado está formado por un castillo del siglo XI, con una torre del homenaje y un recinto con torres circulares, y una aldea abandonada, cerrada tras una muralla, en la que había varias viviendas de planta rectangular, formadas por dos o tres cámaras. En el extremo del yacimiento están los restos de la iglesia románica de Santa María del Castellón Sobirá.
En el extremo de levante de la plataforma que acoge todo el yacimiento, están las ruinas del castillo, la planta del cual recuerda la del castillo de Mur de la población de Castell de Mur. Se conservan bastantes trozos de los paramentos de los muros, en alturas diferentes, que muestran un aparato de sillares muy bien escuadrados y perfectamente colocados en hileras regulares. Destaca en medio del muro de levante la torre maestra, o del homenaje, así como tres circulares.
En el centro y en el extremo de poniente de la plataforma está la aldea abandonada, del cual sólo se conservan los cimientos y las primeras hiladas de los muros de las casas, pero que han permitido unas prospecciones arqueológicas que han desvelado una parte de la composición del aldea: restos de la plaza, de calles, y de varias casas, entre las que destaca la llamada casa rectoral.
Se calcula en una veintena de familias, son las que vivieron en este pueblo, edificado entre el siglo XI (momento de la conquista del territorio) y el XIII, época en que se debió completar el pueblo. Se cree que fue aún habitado al menos hasta el siglo XVI, aunque los pueblos de más abajo, ya mencionados, se fueron formando seguramente desde el mismo siglo XI.